# 北村伝次郎
北村 伝次郎（きたむら でんじろう、1954年 - ）は、東京都出身の俳優。ジョイントオフィス所属。

## 出演

### 映画
- 子育てごっこ（1979年）
- はやぶさ/HAYABUSA（2011年）
- 追憶の木の下で

### テレビ
- ゴーストフレンズ（2009年）
- オトコマエ!2（2009年）
- 龍馬伝 第48話（2010年）
- 梅ちゃん先生 第75話（2012年）
- そこをなんとか2 第4話（2014年）
- 花燃ゆ（2015年）

### Vシネマ
- 麻雀創世記 打天使 氷の女雀士 復讐の闘打（2008年）

### 舞台
- 阿Q正伝
- 朝・江戸の酔覚
- 海岸通り1丁目
- カシコギ
- カッコーの巣の上で
- 十一ぴきのネコ
- 新・道元の冒険
- ソウルジャーズプレイ
- どんま
- 花子さん
- はなれ瞽女おりん
- ばるぼら

### CM
- NTT東日本 タウンページ
- 江崎グリコ ポッキー
- サントリー ボス
- 日本マクドナルド

### PV
- 氣志團 The アイシテル（2006年）

### VP
- NTT東日本
- JAカード